# Pteridium esculentum
Pteridium esculentum là một loài thực vật có mạch trong họ Dennstaedtiaceae. Loài này được (G. Forst.) Nakai miêu tả khoa học đầu tiên năm 1925.

## Hình ảnh

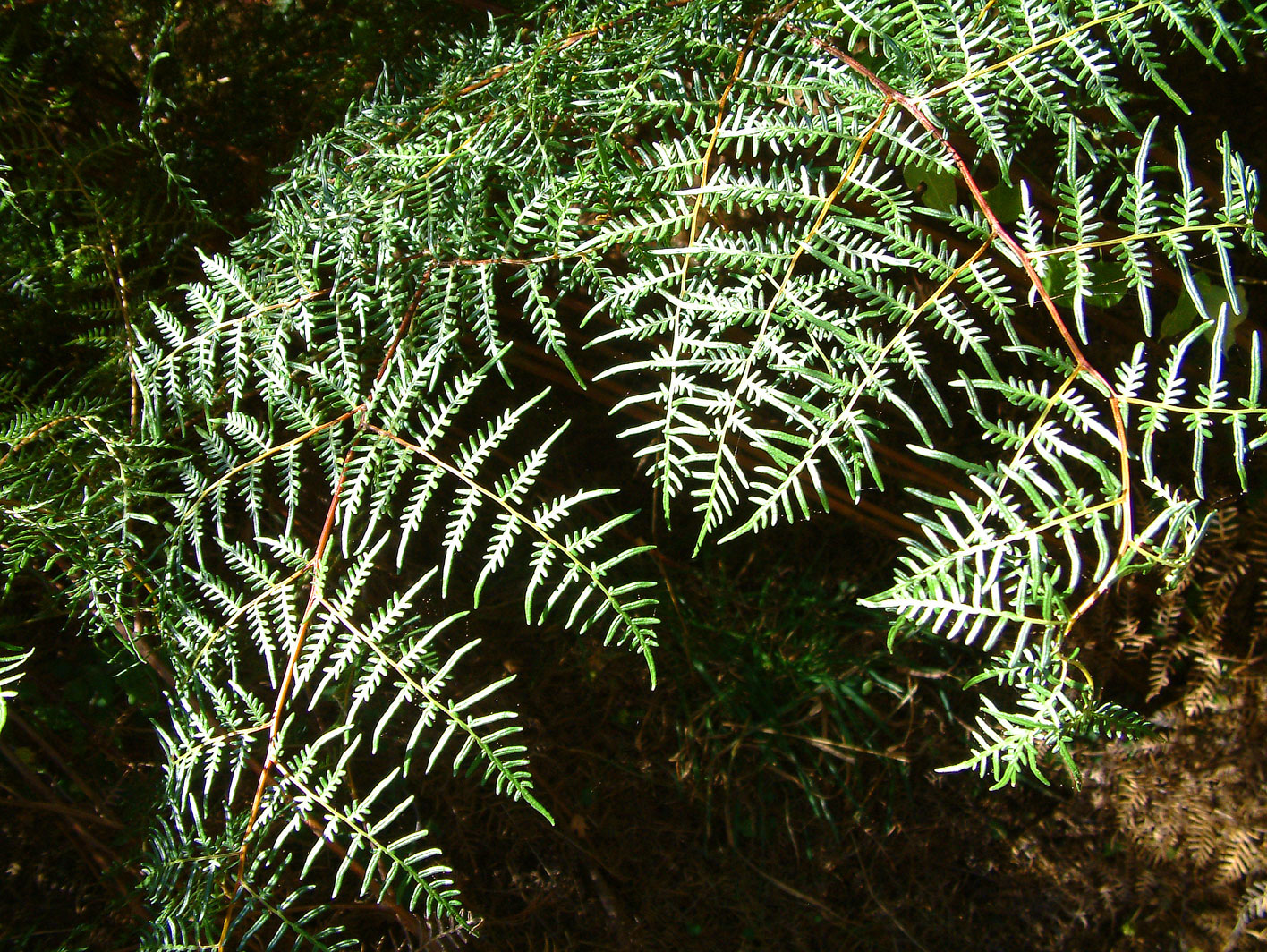
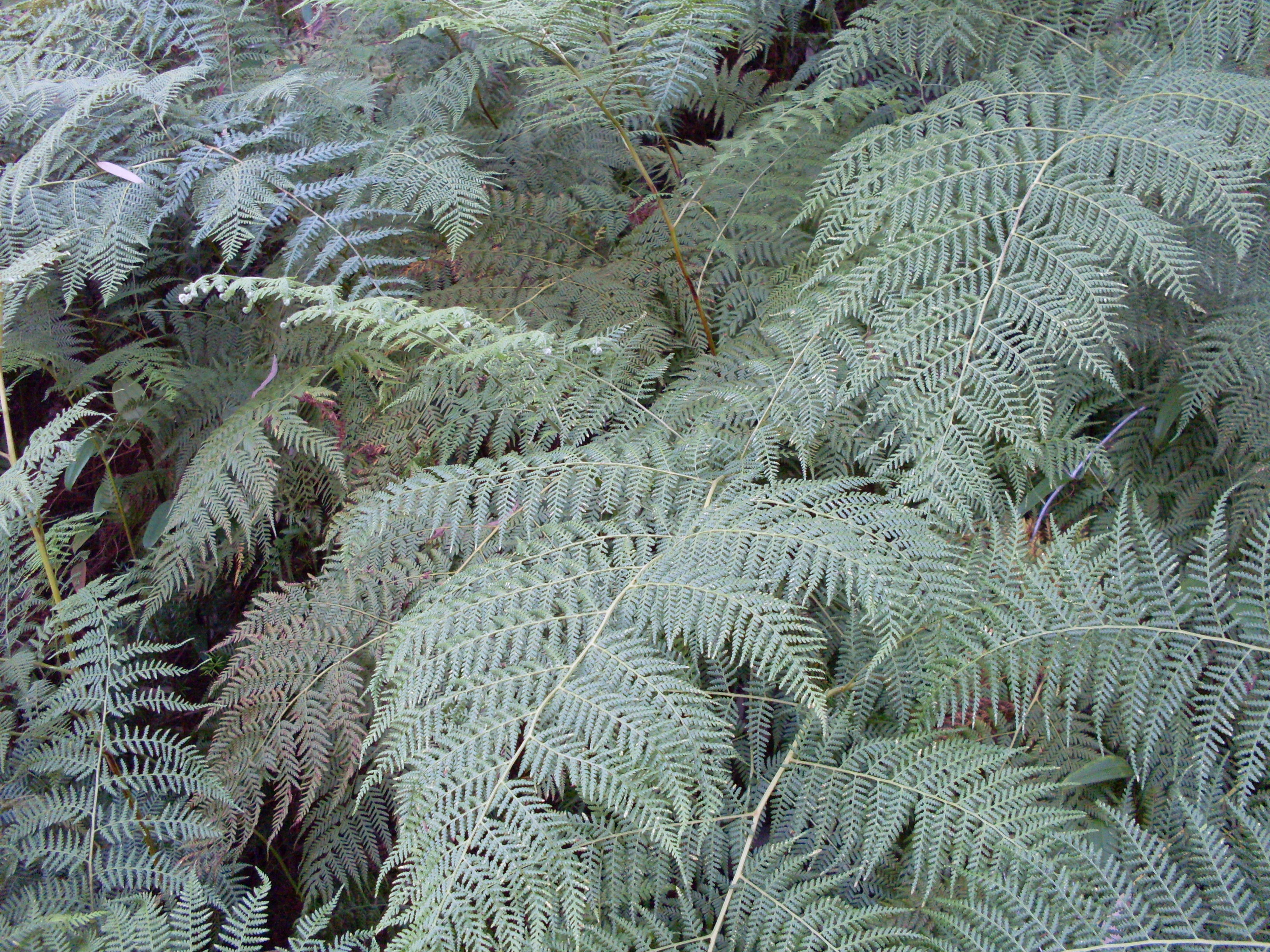
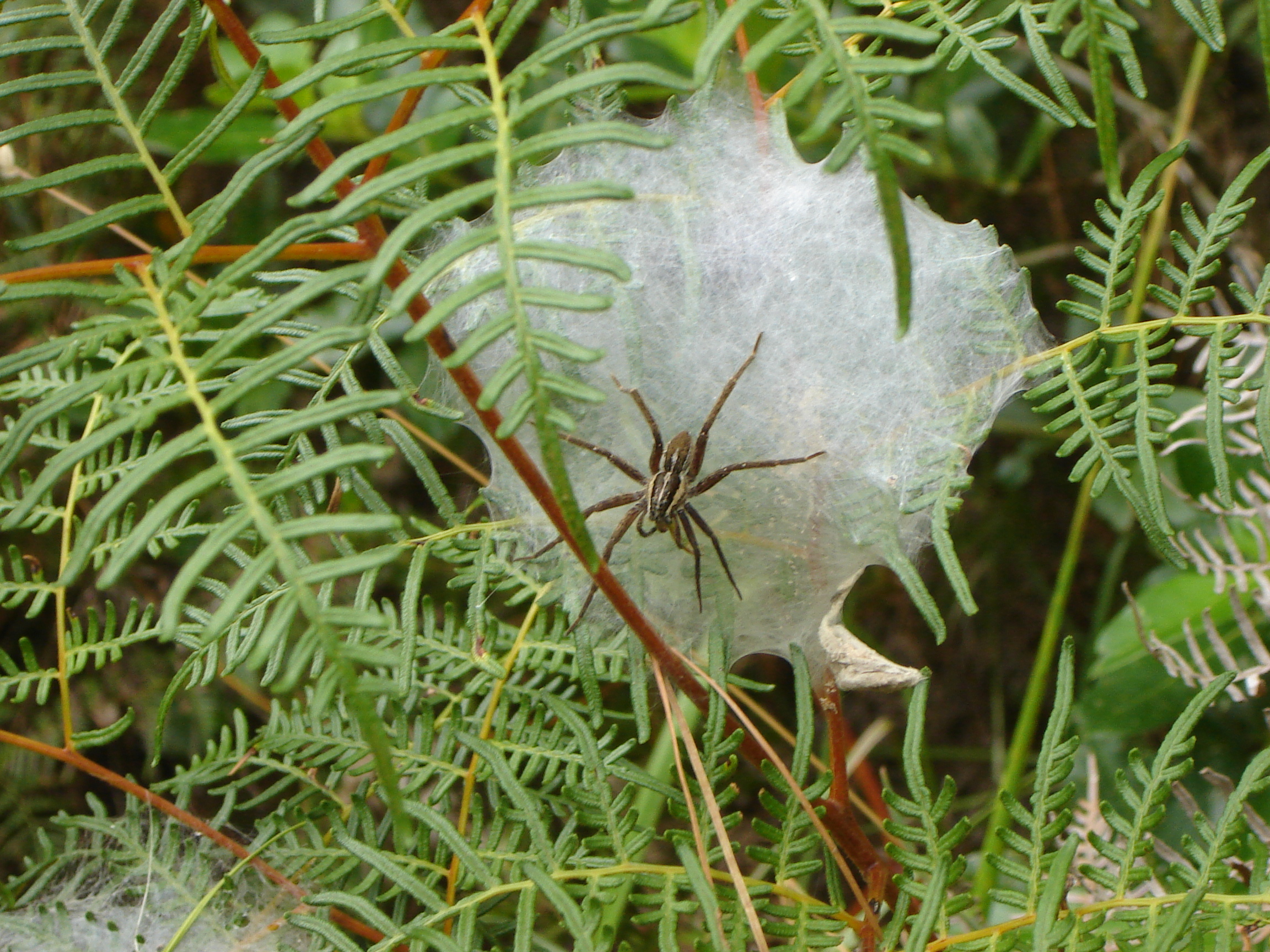